# Bahnhof Kenton

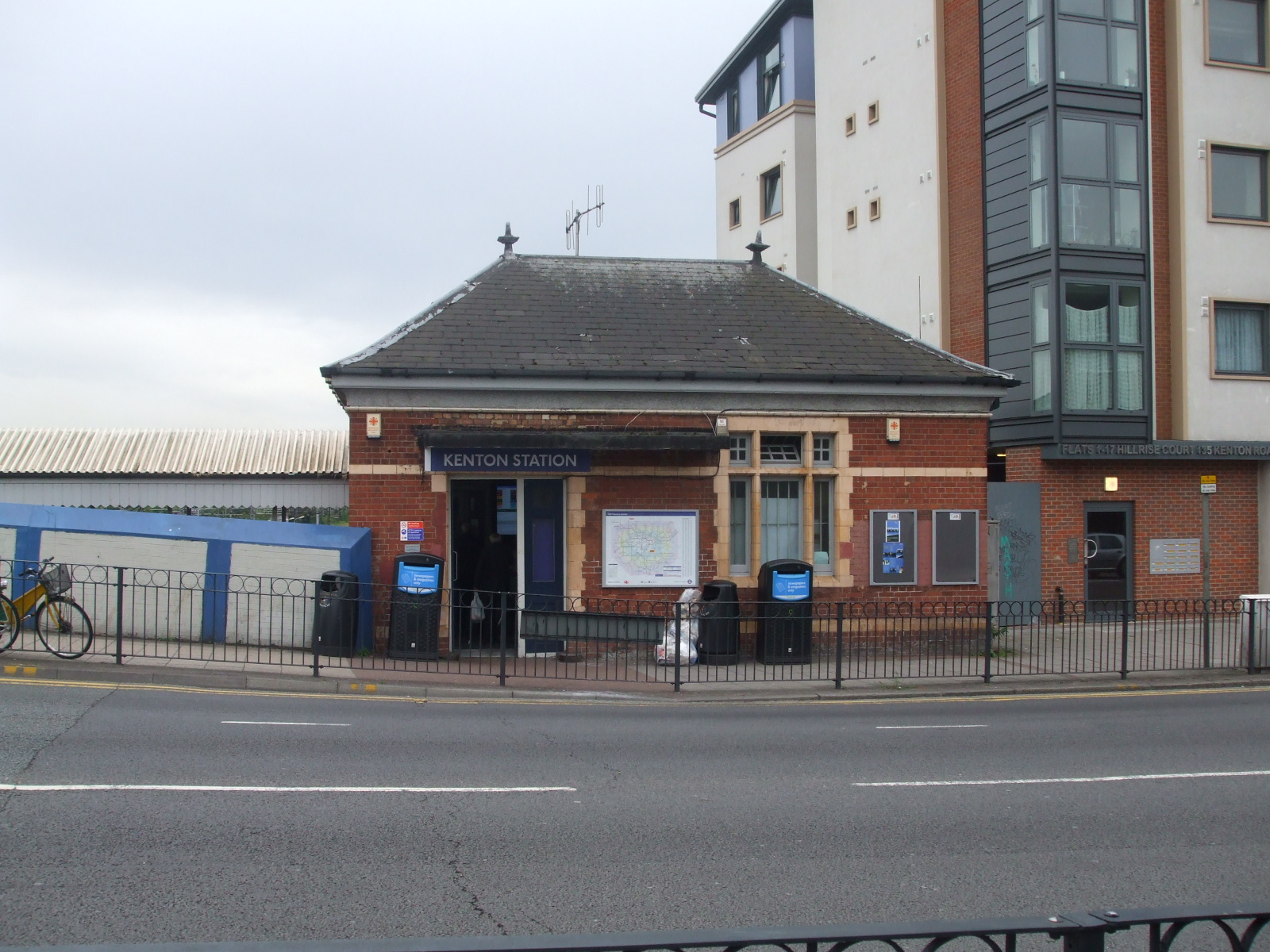
Stationsgebäude

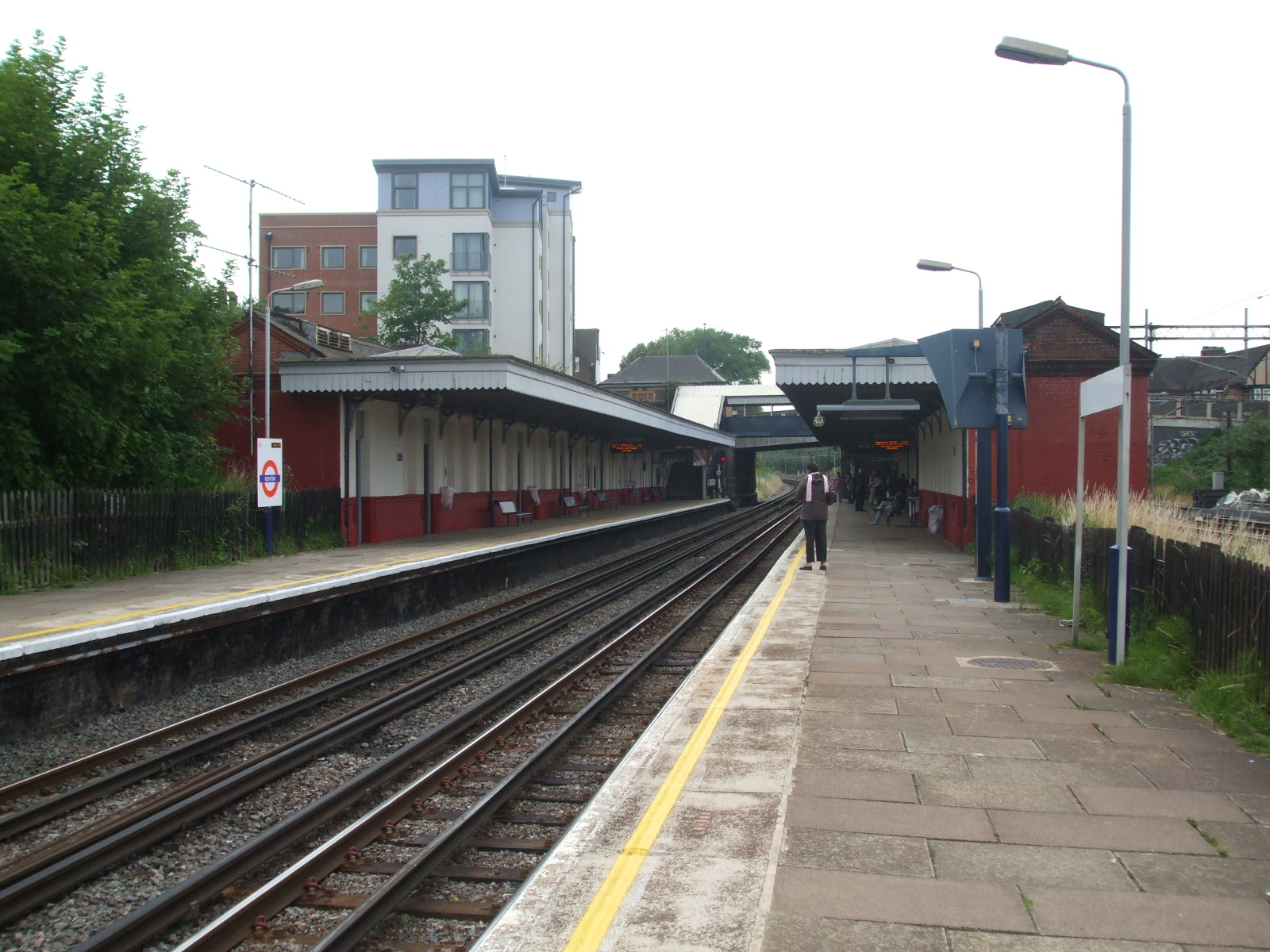
Bahnsteig

Kenton ist ein Bahnhof im Stadtbezirk London Borough of Brent. Er befindet sich in der Travelcard-Tarifzone 4 an der Kenton Road. Er wird einerseits von London-Overground-Vorortszügen zwischen London Euston und Watford Junction bedient, andererseits von der Bakerloo Line der London Underground. Rund dreihundert Meter südlich liegt die Station Northwick Park der Metropolitan Line. Im Jahr 2014 nutzten 1,96 Millionen U-Bahn-Fahrgäste den Bahnhof, hinzu kommen 1,113 Millionen Fahrgäste der Eisenbahn.
Die Eröffnung des Bahnhofs erfolgte am 15. Juni 1912 durch die London and North Western Railway (LNWR), als diese entlang der bereits seit 1837 bestehenden West Coast Main Line neue Gleise für den elektrischen Vorortverkehr verlegte (die so genannte Watford DC Line). Die Bakerloo Line nahm ihren Betrieb am 16. April 1917 auf. Zwischen dem 24. September 1982 und dem 4. Juni 1984 war der Betrieb der Bakerloo Line auf dem Teilstück nördlich von Stonebridge Park vorübergehend eingestellt.